# 美麗人生 (意大利電影)
《美麗人生》（義大利語：La vita è bella，意為「人生是美好的」）是一部1997年的義大利喜劇電影，由羅貝托·貝尼尼自編自導自演，榮獲第71屆奧斯卡最佳男主角獎、最佳外語片獎和最佳原創音樂獎、欧洲电影奖最佳影片及多個國際大奬。電影講述意大利一對猶太父子被送進納粹集中營，父親蓋多（Guido Orefice，羅貝托·貝尼尼飾）不忍年僅五歲的兒子飽受驚恐，利用自己豐富的想像力扯謊說他們正身處一個遊戲當中，必須接受集中營中種種規矩以換得分數贏取最後大奬。影片笑中有淚，將一個大時代小人物的故事，轉化為一個扣人心弦的悲喜劇。

## 劇情
電影內容敘述二次大戰時期，德國將猶太人送往集中營，對猶太人管制、虐待、屠殺的故事。故事並沒有以血腥的畫面呈現德國納粹的殘暴，而是以喜劇的方式讓觀眾領悟生命的真諦。
一名義大利猶太裔青年蓋多（Guido），來到了意大利王國的阿雷佐。蓋多是一名幽默風趣而引人目光的青年，他愛上了一名教師朵拉（Dora），蓋多使用各種方式希望追到朵拉，而朵拉則是已經有了婚約，不過盖多仍是在朵拉的生活中添加許多驚奇，朵拉也漸漸愛上蓋多，蓋多更是在朵拉的訂婚宴上搶婚。兩人多年之後有了第一個兒子－約書亞（Joshua），蓋多也開了他夢寐以求的書店，只是蓋多夢寐以求的日子沒有持續太久，一切夢想在一家人送往納粹集中營後幻滅。
1944年，保護猶太人的意大利已經向盟軍投降，德國佔領了意大利北部控制局勢並開始迫害意大利的猶太人。天性幽默的蓋多不願毀了兒子的天真無邪，由於兩人都有猶太人的血統，兩人被送往了集中營，朵拉则要求一同前往而被送到女子集中營。蓋多故意編故事遊戲來騙約書亞，只要誰先能得到1000分就能得到一部真的坦克，使得約書亞不但適應集中營的生活，更逃過了被送去毒氣室毒死的命運。蓋多也要讓朵拉知道兩人還活著，讓朵拉能夠有活下去的希望。在德軍在意大利半島投降的前一晚，蓋多為了不讓兒子受害，再度編遊戲讓兒子躲到箱子當中，慢慢等待美軍的到來，約書亞照做了，但是蓋多在尋找朵拉時卻被德軍發現了，在被處死之前蓋多仍是要讓孩子以為這一切是個遊戲，蓋多最後則是死在納粹守衛的亂槍之下，翌日，美軍抵達，約書亞按照與爸爸的約定從箱子中出來，他見到了美軍的M4雪曼坦克，認為自己贏得了遊戲，最後約書亞也與母親重逢。

## 角色
- 羅貝托·貝尼尼 飾演 蓋多（Guido Orefice），義大利猶太裔服務生。
- 尼可莱塔·布拉斯基（英语：Nicoletta Braschi） 飾演 朵拉（Dora），一個外邦女子，蓋多的太太。
- 喬治・肯特利尼（英语：Giorgio Cantarini） 飾演 約書亞（Joshua），蓋多和朵拉的兒子。
- 朱斯提諾·杜拉諾（英语：Giustino Durano） 飾演 以利森（Uncle Eliseo），蓋多的舅舅。
- 霍斯特·布夫赫茲（英语：Horst Buchholz） 飾演 萊辛医生（Doctor Lessing），集中營的一名醫生，喜欢猜谜语。
- 瑪莉莎·柏麗詩迪（英语：Marisa Paredes） 飾演 朵拉的母親，一位富有的社交名媛。
- 瑟吉歐・畢尼・布斯特里克（義大利語：Sergio Bustric） 飾演 費魯喬(Ferruccio)，蓋多笨拙的搭檔。
- 亞美利哥・豐塔尼尼（義大利語：Amerigo Fontani） 飾演 魯道夫(Rodolfo)，朵拉的前夫和政府官員。

## 獎項及提名
| 頒獎典禮                       | 獎項               | 名單                             | 結果 |
| ------------------------------ | ------------------ | -------------------------------- | ---- |
| 第71屆奧斯卡金像獎             | 最佳影片           | 美麗人生                         | 提名 |
| 第71屆奧斯卡金像獎             | 最佳導演           | 羅貝托·貝尼尼                    | 提名 |
| 第71屆奧斯卡金像獎             | 最佳男主角         | 羅貝托·貝尼尼                    | 獲獎 |
| 第71屆奧斯卡金像獎             | 最佳原著劇本       | 文森索·希拉米、羅貝托·貝尼尼     | 提名 |
| 第71屆奧斯卡金像獎             | 最佳外語片         | 美麗人生（義大利）               | 獲獎 |
| 第71屆奧斯卡金像獎             | 最佳原創劇情類配樂 | 尼古拉·皮奧瓦尼                  | 獲獎 |
| 第71屆奧斯卡金像獎             | 最佳剪輯           | 西蒙娜·帕吉                      | 提名 |
| 第51屆坎城影展                 | 評審團大獎         | 美麗人生                         | 獲獎 |
| 第51屆坎城影展                 | 金棕櫚獎           | 美麗人生                         | 提名 |
| 第42屆義大利電影金像獎         | 最佳電影           | 美麗人生                         | 獲獎 |
| 第42屆義大利電影金像獎         | 最佳男主角         | 羅貝托·貝尼尼                    | 獲獎 |
| 第42屆義大利電影金像獎         | 最佳導演           | 羅貝托·貝尼尼                    | 獲獎 |
| 第42屆義大利電影金像獎         | 最佳原著劇本       | 文森索·希拉米、羅貝托·貝尼尼     | 獲獎 |
| 第42屆義大利電影金像獎         | 最佳攝影           | 東尼諾‧戴笠‧寇利                 | 獲獎 |
| 第42屆義大利電影金像獎         | 最佳美術設計       | 達尼洛·多納蒂                    | 獲獎 |
| 第42屆義大利電影金像獎         | 最佳服裝設計       | 達尼洛·多納蒂                    | 獲獎 |
| 第42屆義大利電影金像獎         | 最佳音效           | 尼古拉·皮奧瓦尼                  | 提名 |
| 第42屆義大利電影金像獎         | 最佳配樂           | 尼古拉·皮奧瓦尼                  | 提名 |
| 第42屆義大利電影金像獎         | 最佳製片人         | 吉安路易吉·布拉斯基、艾爾達·法瑞 | 獲獎 |
| 第42屆義大利電影金像獎         | 學者評審團大衛獎   | 羅貝托·貝尼尼                    | 獲獎 |
| 第42屆義大利電影金像獎         | 最佳男配角         | 瑟吉歐・畢尼・布斯特里克         | 提名 |
| 第42屆義大利電影金像獎         | 最佳剪輯           | 西蒙娜·帕吉                      | 提名 |
| 第52屆英國電影學院獎           | 最佳男主角         | 羅貝托·貝尼尼                    | 獲獎 |
| 第52屆英國電影學院獎           | 最佳外語片         | 美麗人生                         | 提名 |
| 第52屆英國電影學院獎           | 最佳原創劇本       | 美麗人生                         | 提名 |
| 第51屆美國導演工會獎           | 最佳電影導演獎     | 羅貝托·貝尼尼                    | 提名 |
| 第11屆歐洲電影獎               | 最佳影片           | 美麗人生                         | 獲獎 |
| 第11屆歐洲電影獎               | 最佳男主角         | 羅貝托·貝尼尼                    | 獲獎 |
| 1998年波士頓影評人協會獎       | 最佳導演           | 羅貝托·貝尼尼                    | 提名 |
| 1998年波士頓影評人協會獎       | 最佳外語片         | 美麗人生                         | 提名 |
| 1998年芝加哥影評人協會         | 最佳影片           | 美麗人生                         | 提名 |
| 1998年芝加哥影評人協會         | 最佳男主角         | 羅貝托·貝尼尼                    | 提名 |
| 1998年芝加哥影評人協會         | 最佳外語片         | 美麗人生                         | 提名 |
| 第7屆捷克獅獎                  | 最佳外語片         | 美麗人生                         | 提名 |
| 第2屆凱薩電影獎                | 最佳外語片         | 美麗人生                         | 提名 |
| 第4屆評論家選擇電影獎          | 最佳電影           | 美麗人生                         | 提名 |
| 第4屆評論家選擇電影獎          | 最佳外語片         | 美麗人生                         | 獲獎 |
| 第2屆英國獨立電影獎            | 最佳外語獨立電影   | 美麗人生                         | 提名 |
| 第5屆達拉斯—沃斯堡影評人協會獎 | 最佳電影           | 美麗人生                         | 提名 |
| 第5屆達拉斯—沃斯堡影評人協會獎 | 最佳外語片         | 美麗人生                         | 獲獎 |
| 2000年電影編劇協會獎           | 最佳外語片         | 美麗人生                         | 獲獎 |
| 1999年澳洲影評人協會獎         | 最佳外語片         | 美麗人生                         | 提名 |
| 1999年美國喜劇獎               | 電影類最搞笑男主角 | 羅貝托·貝尼尼                    | 獲獎 |

## 花絮
- 在片中扮演蓋多妻子的演员尼可莱塔·布拉斯基（英语：Nicoletta Braschi），在生活中也是罗伯托·贝尼尼的妻子。

- 贝尼尼说片名来自俄国思想家托洛茨基所说的话。托洛茨基在墨西哥流亡时期，得知他要被斯大林暗杀时，他看着花园中的妻子写出了这样的話：“无论如何，人生是美丽的。”

- 贝尼尼在狱中穿的衣服的号码跟卓别林在《大独裁者》中的一样。

- 贝尼尼凭此片获得奥斯卡最佳男主角奖。这是奥斯卡历史上第二次由自导自演的人荣获表演奖，第一次是勞倫斯·奧立佛1948年的电影《哈姆雷特》。

## 外部連結
- Life is Beautiful at the Arts & Faith Top100 Spiritually Significant Films list
- 互联网电影数据库（IMDb）上《美麗人生》的资料（英文）
- 豆瓣电影上《美麗人生》的資料 （简体中文）
- 爛番茄上《美麗人生》的資料（英文）